# Gerhard Zemann
Gerhard Zemann (* 21. März 1940 in Wien; † 13. April 2010 in Salzburg) war ein österreichischer Schauspieler.

## Biografie
Gerhard Zemann wurde am Salzburger Mozarteum zum Regisseur und Schauspieler ausgebildet und arbeitete dort später auch als Schauspiellehrer. Sein Debüt hatte er am Salzburger Landestheater. Engagements an verschiedenen deutschen Bühnen folgten. Zemann spielte auch in Fernsehserien wie Monaco Franze – Der ewige Stenz, Die Hausmeisterin und Peter und Paul. In dem Kinofilm Caracas von Michael Schottenberg, der 1989 den „Prix de la Jeunesse“ in Cannes gewann und 1990 den Max-Ophüls-Preis bekam, spielte er die Hauptrolle. Als Gerichtsmediziner Dr. Leo Graf stand Zemann für 118 Folgen der Fernsehkrimiserie Kommissar Rex vor der Kamera. Ebenso spielte er in unzähligen Produktionen von Reinhard Schwabenitzky mit, so unter anderem auch in der Erfolgsserie Oben Ohne.
Zemann war auch der Gründer des Salzburger Politkabaretts „Die Grenzgänger“.
Gerhard Zemann war neun Jahre lang mit der deutschen Schauspielerin Veronika Fitz liiert. Er starb im Alter von 70 Jahren an einem Herzinfarkt und wurde auf dem Kommunalfriedhof in Salzburg (Gräberfeld 90, Reihe 23, Grab 006) beigesetzt.

## Filmografie
| - 1967: Ostwind - 1970: Komm nach Wien, ich zeig dir was! - 1979: Feuer! (Fernsehfilm) - 1983: Monaco Franze – Der ewige Stenz - 1983: Der grüne Stern - 1984: Verbotene Hilfe - 1986: Das Diarium des Dr. Döblinger - 1986: Rette mich, wer kann - 1987: Der Elegante Hund - 1988: Zärtliche Chaoten II - 1989: Caracas - 1990: Wenn das die Nachbarn wüßten | - 1992: Die Hausmeisterin - 1994–2004, 2009: Kommissar Rex - 1994: Weißblaue Geschichten - 1994–1998: Peter und Paul - 1994: Tatort – Ostwärts (Fernsehreihe) - 1995: Drei in fremden Kissen - 1995: Ein Mann in der Krise - 1996: Hochwürdens Ärger mit dem Paradies - 1996: Stockinger - 1996: Drei in fremden Betten - 1997: Ein Herz wird wieder jung - 1997: Eine fast perfekte Scheidung | - 1997: Fröhlich geschieden - 1997: Kowalsky - 1998: Frauen lügen nicht - 1998: Vater wider Willen - 2004: SOKO Kitzbühel - 2004: Silentium - 2004: Tausendmal berührt - 2005: Schön, daß es dich gibt - 2005: Conny und die verschwundene Ehefrau - 2006–2008: Oben Ohne (Fernsehserie) |